# Silvania Costa de Oliveira
Silvania Costa de Oliveira (Três Lagoas, 23 maggio 1987) è un'atleta paralimpica brasiliana specializzata nel salto in lungo e appartenente alla categoria F11.

## Biografia
All'età di undici anni le fu diagnosticata la malattia di Stargardt, una malattia ereditaria degenerativa che causa ipovisione fino ad arrivare alla cecità. A diciotto anni ha iniziato a praticare l'atletica leggera paralimpica, specializzandosi prima nel mezzofondo e successivamente nella velocità e nel salto in lungo.
Ha vestito per la prima volta la maglia della nazionale brasiliana nel 2012 e nel 2013 si è classificata sesta nel salto in lungo F12 ai campionati mondiali paralimpici di Lione, dove ha gareggiato anche nei 100 metri piani F12 senza però riuscire a superare le semifinali.
Nel 2015, ai mondiali paralimpici di Doha ha conquistato la medaglia d'oro nel salto in lungo T11, risultato ripetuto anche ai Giochi paralimpici di Rio de Janeiro 2016.
Dopo una pausa per maternità, nel 2021 ha preso parte ai Giochi paralimpici di Tokyo, dove ha conquistato la sua seconda medaglia d'oro paralimpica nel salto in lungo T11.

## Palmarès
| Anno | Manifestazione       | Sede           | Evento             | Risultato  | Prestazione | Note                                     |
| ---- | -------------------- | -------------- | ------------------ | ---------- | ----------- | ---------------------------------------- |
| 2013 | Mondiali paralimpici | Lione          | 100 m piani T12    | Semifinale | 12"76       |                                          |
| 2013 | Mondiali paralimpici | Lione          | Salto in lungo T12 | 6ª         | 5,32 m      |                                          |
| 2015 | Mondiali paralimpici | Doha           | Salto in lungo T11 | Oro        | 5,04 m      |                                          |
| 2016 | Giochi paralimpici   | Rio de Janeiro | Salto in lungo T11 | Oro        | 4,98 m      |                                          |
| 2021 | Giochi paralimpici   | Tokyo          | Salto in lungo T11 | Oro        | 5,00 m      | Miglior prestazione personale stagionale |